# 阿杜納齊-科珀切尼鄉
44°15′N 26°03′E / 44.250°N 26.050°E
阿杜納齊-科珀切尼鄉（羅馬尼亞語：Comuna Adunații-Copăceni, Giurgiu），是羅馬尼亞的鄉份，位於該國南部，由久爾久縣負責管轄，面積69平方公里，海拔高度81米，2007年人口6,555，人口密度每平方公里95人。